# Antti Juhana Mustonen
Antti Juhana Mustonen, född 9 december 1810 i Lieksa, död 30 maj 1877 i Joensuu, var en finländsk affärsman och bruksägare. 
Den självlärde Mustonen startade flera handelsrörelser i Joensuu och ägde slutligen ett antal brukssamhällen i Nordkarelen, Utra i nuvarande Joensuu (sågverk och glasbruk, omkring 500 anställda), Kuokkastenkoski i Nurmes (järnbruk, sågverk och kvarn) och Puhos i Kides (bland annat sågverk, mekanisk verkstad och skeppsvarv). Han bedrev en omfattande handel på Sankt Petersburg och skeppade trävaror med egna fartyg ända till Frankrike; hans trävarurörelse var en av de största i landet. Han ägde ett stort antal egendomar i Karelen, på vilka han idkade ett rationellt jordbruk. På sin hemgård Lieksan hovi hade han en stor tröskmaskin som var den första i sitt slag i landskapet. Han representerade borgarståndet vid 1867 års lantdag och tilldelades kommerseråds titel 1874.